# Daniel Henshall
Daniel Edwin Henshall (Sídney, Nueva Gales del Sur; 9 de agosto de 1982) es un actor australiano, conocido por haber interpretado a Addo O'Donnell en la serie Out of the Blue y por haber dado vida a John Bunting en la película Snowtown.

## Biografía
Daniel se graduó del "Actors Centre Australia".

## Carrera
En 2007 apareció como invitado en la serie médica All Saints interpretando a Tim Downly durante el episodio "The Pain of It All".
En 2008 se unió al elenco principal de la serie australiana Out of the Blue donde interpretó a Adam "Addo" O'Donnell.
En 2010 apareció en la serie Rescue Special Ops' donde dio vida a Trevor Slezak.
En 2011 se unió al elenco de la película Snowtown donde interpretó al asesino serial John Bunting. La película está basada en los hechos verdaderos de los asesinatos ocurridos en los suburbios del norte de Adelaida, donde un asesino en serie, conoce a un adolescente y lo convierte en su cómplice.
En 2012 se unió al elenco de la miniserie Devil's Dust donde interpretó a Jock.
En 2014 se unió al elenco del nuevo drama Turn donde interpretó a Caleb Brewster, un ex-ballenero convertido en teniente de la segunda artillería continental que está ansioso por luchar contra la opresión británica.

## Filmografía

### Series de televisión
| Año  | Título             | Personaje             | Notas                         |
| ---- | ------------------ | --------------------- | ----------------------------- |
| 2015 | The Beautiful Lie  | Kingsley Faraday      | Miniserie - 6 episodios       |
| 2013 | Mr & Mrs Murder    | Gregor Cheresniak     | Episodio "Atlas Drugged"      |
| 2012 | Devil's Dust       | Jock                  | Miniserie - 2 episodios       |
| 2012 | The Hamster Wheel  | Elenco Adicional      | 2 episodios                   |
| 2012 | Rake               | Payaso                | Episodio "R vs Mohammed"      |
| 2010 | Rescue Special Ops | Trevor Slezak         | Episodio "Street Legal"       |
| 2008 | Out of the Blue    | Adam "Addo" O'Donnell | 66 episodios                  |
| 2007 | All Saints         | Tim Downly            | Episodio "The Pain of It All" |

### Películas
| Año  | Título                    | Personaje      | Notas |
| ---- | ------------------------- | -------------- | --- |
| 2021 | Catch the Fair One        | Bobby          | Dir: Josef Kubota Wladyka |
| 2020 | Measure for Measure       | Lukey          | |
| 2020 | A Sunburnt Christmas      | Daryl Dun      | Dir: Christiaan Van Vuren |
| 2020 | Measure for Measure       | Lukey          | |
| 2019 | Acute Misfortune          | Adam Cullen    | Nominado – Film Critics Circle of Australia Award for Best Actor Nominado – Australian Film Critics Association Award for Best Actor |
| 2019 | Skin                      | Slayer         | Dir: Guy Nativ |
| 2017 | Okja                      | Blonde         | Dir: Bong Joon-ho |
| 2017 | Ghost in the Shell        | Skinny Man     | Junto a Scarlett Johansson, Michael Pitt, Pilou Asbæk, Chin Han y Juliette Binoche                                                   |
| 2014 | Turn                      | Caleb Brewster | Junto a Burn Gorman, Jamie Bell, JJ Feild, Angus Macfadyen y Kevin McNally                                                           |
| 2014 | Fell                      | Luke           | Junto a Jacqueline McKenzie, Matthew Nable y Shane Leckenby                                                                          |
| 2014 | The Babadook              | Robbie         | Junto a Essie Davis, Noah Wiseman, Hayley McElhinney, Benjamin Winspear y Peta Shannon                                               |
| 2013 | Around the Block          | Simon          | Junto a Christina Ricci, Matthew Nable, Damian Walshe-Howling, Josh Quong Tart y Andrea Demetriades                                  |
| 2013 | These Final Hours         | Freddy         | Junto a Nathan Phillips, Jessica De Gouw y Lynette Curran                                                                            |
| 2012 | Not Suitable for Children | Dave           | Junto a Ryan Kwanten, Alice Parkinson, Bojana Novakovic y Ryan Corr                                                                  |
| 2012 | Any Questions for Ben?    | Nick           | Junto a Josh Lawson, Rachael Taylor, Christian Clark, Jodi Gordon, Rob Carlton, Tracy Mann y Lachy Hulme                             |
| 2012 | Ricochet                  | Gael           | Cortometraje - junto a Lucy Heffernan, Benjamin Winspear y Adele Querol                                                              |
| 2011 | Snowtown                  | John Bunting   | Junto a Lucas Pittaway, Bob Adriaens, Louise Harris, Frank Cwiertniak y Matthew Howard                                               |
| 2011 | Ragtime                   | Marvin         | Cortometraje - junto a Burleigh Smith, John Waters, Geoff Morrell y Bridie Carter                                                    |
| 2011 | Bars and Tone             | 1St. AD        | Cortometraje - junto a Patrick Brammall, Justin Smith, Matthew Moore y Khanh Trieu                                                   |

### Escritor
| Año  | Título   | Notas                     |
| ---- | -------- | ------------------------- |
| 2008 | Boy/Girl | Obra de teatro - escritor |

### Otros trabajos
| Año  | Título        |
| ---- | ------------- |
| 2008 | Heron's Story |

### Teatro
| Año  | Obra                               | Personaje | Director (a)   | Teatro              | Notas                                                              |
| ---- | ---------------------------------- | --------- | -------------- | ------------------- | ------------------------------------------------------------------ |
| 2008 | Belle's Line                       | -         | Alan Flower    | Old Fitz. Theatre   | Junto a Rebecca Clarke y Sophie Cleary                             |
| 2006 | The Golden Ass                     | -         | Michael Pigott | Belvoir St. Theatre | Junto a Michael Cullen, Megan Drury, James Lugton y Helen O'Leary  |
| 2004 | Dilemma                            | -         | Luke Rex       | Newtown Theatre     | Junto a Kellie Higgins y Ben Maclaine                              |
| 2004 | Heaven Will Protect an Honest Girl | -         | Emily Weare    | Newtown Theatre     | Junto a Annie Cossins, Peter McCallum, Richard Viede y Bruce Wyatt |

## Premios y nominaciones
| Año  | Categoría                 | Premio                                                                  | Película | Resultado |
| ---- | ------------------------- | ----------------------------------------------------------------------- | -------- | --------- |
| 2012 | Best Lead Actor           | AACTA Award                                                             | Snowtown | Ganador   |
| 2012 | Best Actor - Leading Role | FCCA Award                                                              | Snowtown | Ganador   |
| 2011 | Best Actor                | Marrakech International Film Festival Award                             | Snowtown | Ganador   |
| 2011 | Best Actor                | Valenciennes International Festival of Action and Adventure Films Award | Snowtown | Ganador   |